# Kim Hye-soo
Kim Hye-soo (tiếng Hàn: 김혜수; sinh ngày 5 tháng 9 năm 1970) là một nữ diễn viên Hàn Quốc. Hye-soo là một trong những ngôi sao tuổi teen nổi tiếng nhất trong thập niên 1980 và 1990. Cô được biết đến với tính độc lập cứng đầu và thường xuyên đóng vai những phụ nữ tinh tế, có ý chí mạnh mẽ.
Hye-soo bắt đầu sự nghiệp của mình trong một quảng cáo cho Nestlé Milo vào năm 1985. Cô ra mắt lần đầu với tư cách là nữ diễn viên chính trong bộ phim Kambo (1986), bộ phim mà cô đã nhận được giải thưởng đầu tiên là Nữ diễn viên mới xuất sắc nhất tại Giải thưởng Nghệ thuật Baeksang năm 1987. Cô là người trẻ nhất đoạt Giải thưởng Điện ảnh Rồng Xanh cho nữ diễn viên chính xuất sắc nhất trong Mối tình đầu (1993). Vai diễn thành công nhất về mặt thương mại của cô là Madam Jeong trong bộ phim tội phạm Canh bạc nghiệt ngã (2006), bộ phim cũng đã giúp cô giành được Giải thưởng Điện ảnh Rồng Xanh lần thứ ba cho hạng mục nữ diễn viên chính xuất sắc nhất.
Bên cạnh vai diễn trong các bộ phim điện ảnh, Hye-soo đã xuất hiện trong nhiều bộ phim truyền hình thành công, bao gồm Đối tác (1994-1998), Thành thật với tình yêu (1999), Jang Hee Bin (2002), Nữ hoàng công sở (2013), Signal (2016), Hyena (2020), Toà án vị thành niên (2022) và Dưới bóng trung điện (2022).

## Tiểu sử và giáo dục
Kim Hye-soo sinh ngày 5 tháng 9 năm 1970 tại Busan, quận Dongnae, là con thứ hai trong gia đình có 5 người con. Cô chuyển đến trường tiểu học Seoul Midong khi đang học lớp ba tại trường tiểu học quốc gia Busan do công việc của cha cô. Khi còn học tiểu học, cô là thành viên của đội biểu diễn Taekwondo trẻ em quốc gia, vào tháng 4 năm 1982, cô là người tặng hoa cho Juan Antonio Samaranch, Chủ tịch thứ bảy của Ủy ban Olympic Quốc tế (IOC).

## Sự nghiệp

### 1985–1991: Khởi nghiệp và màn chào sân điện ảnh
Năm 1985, Hye-soo xuất hiện trong quảng cáo cho Nestlé Milo và video âm nhạc K-pop, bài hát chủ đề Empty In The Air của Cho Yong-pil. Năm 1986, Hye-soo ra mắt bộ phim Kambo khi cô còn là học sinh trung học năm nhất. Cô cũng giành giải nữ diễn viên mới xuất sắc nhất cho Kambo tại Giải thưởng Nghệ thuật Baeksang lần thứ 23. Hye-soo tiếp tục đóng các vai chính trong phim truyền hình Samogok (1987), Sun Shim-yi (1988) và Senoya (1989). Cô đóng chung với Roh Joo-hyun trong When The Flowers Bloom And The Birds Cry (1990). Năm 1991, cô đảm nhận vai chính trong Lost Love.

### 1992–1998: Cột mốc mới ở lĩnh vực điện ảnh và truyền hình
Hye-soo được mệnh danh là "Ngôi sao bảng bút chì" của những năm 1980 do sự phổ biến của những chiếc bảng bút chì có in hình cô. Cô cũng được mệnh danh là một phần của "Troika của những năm 1990" tại Hàn Quốc cùng với những người cùng thời với cô là Kim Hee-sun và Shim Eun-ha vì sự nổi tiếng trên toàn quốc của họ. Năm 1993, Hye-soo đảm nhận vai chính trong phim First Love và nhận được nhiều lời khen ngợi từ giới phê bình nhờ vai diễn cô gái ngây thơ trong sáng, đồng thời cô cũng giành được Giải thưởng Điện ảnh Rồng Xanh cho nữ diễn viên chính xuất sắc nhất và mang về cho cô danh hiệu "Tình đầu quốc dân" mặc dù bộ phim không khả quan về doanh thu phòng vé.

### 1999–2004: Hoạt động nghệ thuật bền bỉ
Trong hai thập kỷ, cô đã tích lũy được một bộ phim đáng kể với các vai chính và phụ, đáng chú ý là trong bộ phim truyền hình Thành thật với tình yêu cùng Bae Yong-joon và Revenge and Passion cùng Ahn Jae-wook, cũng như bộ phim Tie a Yellow Ribbon (1998). Trong những năm 2000, Hye-soo tập trung nhiều hơn vào sự nghiệp điện ảnh so với truyền hình, góp mặt trong nhiều bộ phim như Kick the Moon, YMCA Baseball Team và Three. Vào thời điểm này, cô xây dựng lại hình ảnh của mình với vai diễn một người phụ nữ quyến rũ và tự tin trong Hypnotized (2004).

### 2005–2011: Sự thăng hoa trong sự nghiệp
Các vai diễn của Hye-soo trong The Red Shoes (2005) và Canh bạc nghiệt ngã (2006) giúp cô nhận được nhiều sự công nhận và đưa cô vào danh sách sao hạng A của ngành điện ảnh Hàn Quốc. Sau đó, cô tham gia nhiều vai diễn điện ảnh khác nhau, chẳng hạn như một bà nội trợ bí mật hẹn hò với một sinh viên đại học trong A Good Day to Have an Affair; một cô gái điếm trong Eleventh Mom  và một ca sĩ quán bar trong Modern Boy (2008). Năm 2010, cô ấy hợp tác với Han Suk-kyu trong phim Villain and Widow, đây được xem là một trong những cột mốc nổi bật trong sự nghiệp diễn xuất của cô. Năm 2009, Hye-soo trở lại địa hạt truyền hình với Style, lấy bối cảnh ngành công nghiệp thời trang. Cô tiếp tục tham gia bộ phim tình cảm bí ẩn Home Sweet Home vào năm 2010.
Là người thường xuyên chủ trì tại các lễ trao giải điện ảnh và chương trình truyền hình tạp kỹ, Hye-soo đã ký hợp đồng với tư cách là người dẫn chương trình thời sự W của đài MBC. Hye-soo, một người say mê xem phim tài liệu, được nhóm sản xuất nhận thấy là người phù hợp với chương trình khi chương trình bắt đầu tập trung nhiều hơn vào các vấn đề môi trường và toàn cầu. Chương trình W with Kim Hye-soo được công chiếu vào tháng 7 năm 2010, nhưng bị hủy bỏ vào tháng 10 năm 2010 do Hye-soo chỉ trích quyết định của nhà đài.

### 2012–2015: Tiếp tục chinh phục đỉnh cao mới

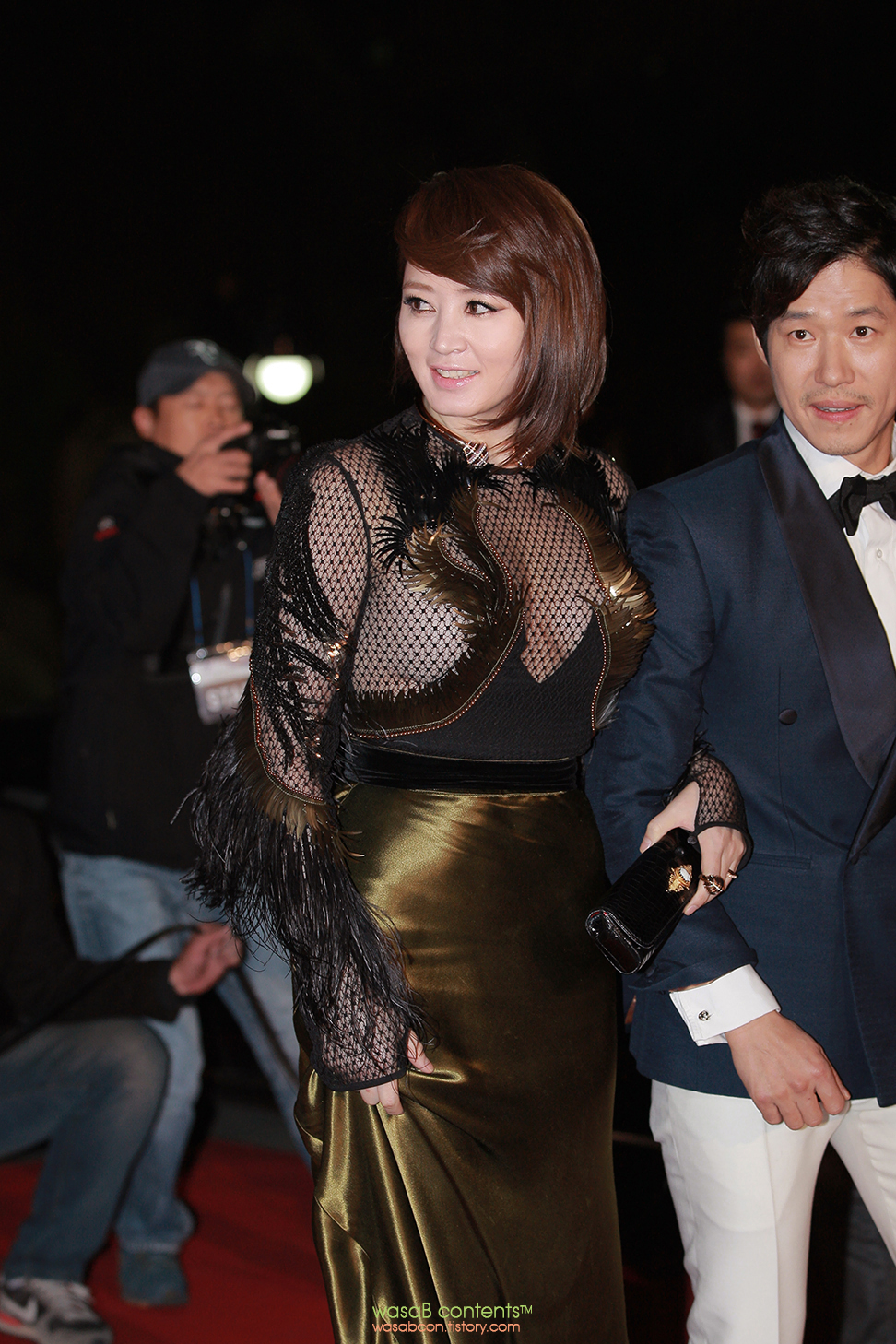
Hye-soo với Yoo Jun-sang tại Giải thưởng Điện ảnh Rồng Xanh lần thứ 34 năm 2013

Năm 2012, cô tái hợp với đạo diễn Choi Dong-hoon của Canh bạc nghiệt ngã trong Đội quân siêu trộm. Lấy bối cảnh giữa các sòng bạc ở Ma Cao, bộ phim kể về vụ cướp này đã trở thành một trong những bộ phim có doanh thu cao nhất trong lịch sử điện ảnh Hàn Quốc. Hye-soo đã giành giải nữ diễn viên xuất sắc hàng đầu tại Giải thưởng Văn hóa và Giải trí Hàn Quốc lần thứ 20 Kế đó là vai phụ trong bộ phim lịch sử Thuật xem tướng của Han Jae-rim.
Năm 2013, cô đóng vai chính trong bộ phim hài lãng mạn Nữ hoàng công sở, chuyển thể từ bộ phim truyền hình Nhật Bản năm 2007 Haken no Hinkaku ("Pride of the Temp").
Tiếp theo, Hye-soo đóng vai chính trong Phố người Hoa vào năm 2015, một bộ phim noir hiếm hoi do phụ nữ đứng đầu. Cô ấy nói rằng cô ấy không ngại trông kém hấp dẫn cho vai diễn một trùm tội phạm tàn nhẫn, với các nghệ sĩ trang điểm thêm những vết đồi mồi trên khuôn mặt, những hình xâm trên bụng và hông của cô ấy bằng những bộ phận giả. Hye-soo cho biết cô cảm thấy "đau đầu" khi quyết định có nhận vai hay không, nhưng một khi đã nhận vai, cô cảm thấy "hào hứng trào dâng" mỗi khi bước lên trường quay và coi bộ phim là "một thử thách mới khiến (cô) động lòng". cuộc đua và (làm cô ấy sợ hãi) cùng một lúc."

### 2016–nay: Trở lại và lợi hại hơn xưa
Năm 2016, Hye-soo trở lại màn ảnh nhỏ với Signal của đài cáp tvN, thành công cả về mặt phê bình lẫn thương mại. Hye-soo trong vai Cha Soo-hyun, hành động với Lee Je-hoon và Cho Jin-woong để trở thành nữ cảnh sát đầu tiên trong Lực lượng Đặc nhiệm, sau này trở thành thủ lĩnh của đội điều tra những vụ án bỏ ngõ. Cô đã giành giải nữ diễn viên chính xuất sắc nhất tại Giải thưởng Nghệ thuật Baeksang lần thứ 52 và giải thưởng tvN10 cho màn thể hiện xuất sắc của mình.
— Kim Hye-soo trả lời phỏng vấn trong Familyhood
Hye-soo sau đó đóng vai chính trong bộ phim chính kịch hài Familyhood, bộ phim của đạo diễn Kim Tae-gon, với sự tham gia của Ma Dong-seok và Kim Hyun-soo  Hye-soo được đề cử là nữ diễn viên chính xuất sắc nhất tại Giải thưởng Điện ảnh Buil lần thứ 25, Giải thưởng Điện ảnh Rồng Xanh lần thứ 37 và Giải thưởng Nghệ thuật Baeksang lần thứ 53
Năm 2017, Hye-soo cũng đóng vai chính trong phim noir, A Special Lady. Do Lee An-gyu đạo diễn, Hye-soo đóng vai Na Hyun-jung, người phụ nữ trở thành chỉ huy thứ hai của một tổ chức kinh doanh đứng đầu tổ chức xã hội đen, đối diện với Lee Sun-kyun và Lee Hee-joon.
Năm 2018, Hye-soo đóng vai chính trong bộ phim khủng hoảng IMF, Default, cùng với Yoo Ah-in. Cô được đề cử cho nữ diễn viên chính xuất sắc nhất tại Giải thưởng Nghệ thuật Baeksang lần thứ 55. Sau đó, cô được chọn tham gia bộ phim khoa học viễn tưởng Return.
Vào tháng 6 năm 2019, Hye-soo được xác nhận sẽ xuất hiện trong Di nguyện bí ẩn, tác phẩm đầu tay của đạo diễn Park Ji-wan. Phim phát hành vào ngày 12 tháng 11 năm 2020. Hye-soo được đề cử tại Giải thưởng Nghệ thuật Baeksang lần thứ 57 ở hạng mục nữ diễn viên chính xuất sắc nhất trong phim.
Năm 2020, Hye-soo đóng vai chính trong bộ phim pháp luật Hyena. Cô vào vai Luật sư Jung Geum-ja, một con linh cẩu thực thụ luôn theo đuổi tiền bạc và thành công bằng mọi giá. Phim được phát sóng trên SBS TV từ ngày 21 tháng 2 đến ngày 11 tháng 4 năm 2020. Cô được đề cử nữ diễn viên chính xuất sắc nhất tại Giải thưởng Nghệ thuật Baeksang lần thứ 56.
Vào tháng 3 năm 2022, Hye-soo được khán giả quốc tế công nhận nhờ vai chính thẩm phán Shim Eun-seok trong loạt phim Netflix, Toà án vị thành niên với tư cách là chương trình không nói tiếng Anh nổi tiếng nhất trong hai tuần liên tiếp. Cô được đề cử nữ diễn viên chính xuất sắc nhất tại Giải thưởng Nghệ thuật Baeksang lần thứ 58. Cùng năm, cô đóng vai chính trong bộ phim cổ trang Dưới bóng trung điện của tvN với vai Trung cung Im Hwa-ryeong.

## Đời sống cá nhân

### Hình tượng đại chúng
Hye-soo đã trở thành một "biểu tượng sex" nổi tiếng của Hàn Quốc kể từ khi cô ấy mặc một chiếc váy cắt ngắn để dẫn chương trình Giải thưởng Điện ảnh Rồng Xanh và là người chiến thắng nữ diễn viên chính xuất sắc nhất vào năm 1993, và là biểu tượng của cuộc cách mạng sex của thời đại 
Hye-soo được biết đến là người biết quan tâm cho các diễn viên trẻ, và được bạn diễn Ma Dong-seok trong Familyhood (2016) mô tả là "người ân cần quan tâm đến người khác nhất." Bạn diễn Lee Sang-hee của cô trong phim truyền hình Toà án vị thành niên cho biết "Hye-soo sẽ viết ra tên của những diễn viên vô danh khi cô ấy nghĩ diễn xuất của họ tốt, để cô ấy có thể giới thiệu cho họ những kịch bản phù hợp trong tương lai." Nhiều nữ diễn viên, bao gồm Son Ye-jin, Han Ji-min, Kim Nam-joo, và Yum Jung-ah đã bày tỏ lời cảm ơn đặc biệt và lòng biết ơn tới Hye-soo vì sự quan tâm của cô ấy.
Hye-soo có bằng cử nhân sân khấu và điện ảnh tại Đại học Dongguk. Năm 2013, Hye-soo thừa nhận đã đạo văn luận văn thạc sĩ "Nghiên cứu về giao tiếp của diễn viên", với các phần sao chép nguyên văn từ ít nhất bốn cuốn sách. Cô ấy xin lỗi về hành động của mình, lí do cô ấy nói là do lịch trình bận rộn của cô ấy và không biết đạo văn là một hành vi phạm tội nghiêm trọng. Kết quả là cô bị tước bằng thạc sĩ về báo chí và truyền thông đại chúng.

### Các mối quan hệ
Hye-soo và diễn viên nhân vật Yoo Hae-jin gặp nhau lần đầu tiên vào năm 2001 sau khi quay bộ phim Kick the Moon và trở nên thân thiết vào năm 2006 sau khi xuất hiện cùng nhau trong Canh bạc nghiệt ngã. Tin đồn về việc hai người hẹn hò bắt đầu xuất hiện từ năm 2008 mặc dù cả hai liên tục phủ nhận mọi mối quan hệ lãng mạn cho đến đầu năm 2010 khi những bức ảnh paparazzi của cả hai được tung ra, và cặp đôi chính thức xác nhận mối quan hệ của họ. Cả hai chia tay vào năm 2011.

## Hoạt động từ thiện
Năm 2008, Hye-soo đã quyên góp toàn bộ số tiền phí tường thuật của bộ phim tài liệu "Forgiveness, Are You at the End of the Way " cho quỹ hỗ trợ nạn nhân tội phạm. Vào tháng 4 năm 2009, Hye-soo trưng bày tác phẩm nghệ thuật đại chúng của mình tại Hội chợ Nghệ thuật Mở Seoul. Một trong những bức tranh ghép của cô đã được bán với giá 5 triệu yên, và cô đã quyên góp số tiền này cho tổ chức từ thiện. Ngày 7 tháng 7 năm 2009, Hye-soo tham gia chiến dịch "Phong cách gặp gỡ nghệ thuật" do kênh truyền hình cáp OnStyle và Ủy ban Quốc gia UNESCO Hàn Quốc đồng tổ chức và cô đã quyên góp số tiền thu được từ các tác phẩm quyên góp của mình cho Ủy ban Quốc gia UNESCO Hàn Quốc.
Hye-soo đã quyên góp 100 triệu won cho các nạn nhân cháy rừng bị ảnh hưởng bởi vụ cháy Goseong năm 2019.
Vào năm 2020, vì tình trạng thiếu khẩu trang do đại dịch COVID-19 gây ra, Hye-soo đã quyên góp 100 triệu won cho Hiệp hội cứu trợ thiên tai Hope Bridge.
Vào ngày 7 tháng 3 năm 2022, Hye-soo đã quyên góp 100 triệu yên cho Hiệp hội cứu trợ thiên tai Hope Bridge để giúp đỡ các nạn nhân của trận cháy rừng Uljin và Samcheok năm 2022 làm quỹ cứu trợ khẩn cấp.  Vào ngày 9 tháng 8 năm 2022, Hye-soo đã quyên góp 100 triệu won để giúp đỡ những người bị ảnh hưởng bởi lũ lụt ở Hàn Quốc năm 2022 thông qua Hiệp hội Cứu trợ Thảm họa Hàn Quốc Hope Bridge.
Vào ngày 10 tháng 2 năm 2023, Hye-soo đã quyên góp 100 triệu won để giúp đỡ trận động đất Thổ Nhĩ Kỳ–Syria năm 2023 bằng cách quyên góp tiền thông qua Hiệp hội Cứu trợ Thảm họa Quốc gia Hope Bridge. và trong cùng tháng đó, Hye-soo đã đăng một bức ảnh về dịch vụ than bánh, đó là những chiếc bánh mà cô ấy đã tặng.

## Sự nghiệp diễn xuất

### Phim điện ảnh
| Năm  | Tựa Phim                                 | Vai Diễn         | Ghi Chú       |
| ---- | ---------------------------------------- | ---------------- | ------------- |
| 1986 | Kambo                                    | Na-young         |               |
| 1986 | My Daughter Saved from the Mire, Part II | Yu-ri            |               |
| 1988 | Grown-ups Just Don't Understand          | Yu-ra            |               |
| 1988 | That Last Winter                         | Young-ae         |               |
| 1990 | Oseam                                    | Sister Angela    |               |
| 1991 | Lost Love                                | Kim Yoon-hee     |               |
| 1993 | First Love                               | Park Young-shin  |               |
| 1994 | I Wish for What is Forbidden             |                  | Khách mời     |
| 1994 | Life and Death of the Hollywood Kid      | Khách mời        |               |
| 1994 | Blue Seagull                             | Chae-rin (voice) | Khách mời     |
| 1995 | Dr. Bong                                 | Hwang Yeo-shin   |               |
| 1995 | The Eternal Empire                       | Yoon Sang-ah     |               |
| 1995 | Bitter and Sweet                         | Kim Hye-soo      |               |
| 1997 | Change                                   | Ko Eun-bi        |               |
| 1997 | Mister Condom                            | Sung-hee         |               |
| 1998 | Too Tired to Die                         | Anouk            |               |
| 1998 | Tie a Yellow Ribbon                      | Chae-young       |               |
| 1999 | Doctor K                                 | Dr. Pyo Ji-soo   |               |
| 2001 | Kick the Moon                            | Min Ju-ran       |               |
| 2002 | Three                                    | Wife             |               |
| 2002 | YMCA Baseball Team                       | Min Jong-rim     |               |
| 2004 | Hypnotized                               | Ji-su            |               |
| 2005 | The Red Shoes                            | Sun-jae          |               |
| 2006 | Tazza: The High Rollers                  | Madam Jeong      |               |
| 2007 | A Good Day to Have an Affair             | Dew              |               |
| 2007 | Skeletons in the Closet                  | Mi-kyung         |               |
| 2007 | Eleventh Mom                             | Woman            |               |
| 2008 | Modern Boy                               | Jo Nan-sil       |               |
| 2008 | Forgiveness                              | Narrator         | Phim tài liệu |
| 2010 | Villain and Widow                        | Hyun-joo         |               |
| 2012 | Đội quân siêu trộm                       | Pepsee           |               |
| 2013 | Thuật xem tướng                          | Yeon-hong        |               |
| 2015 | Coin Locker Girl                         | Ma Woo-hee       |               |
| 2016 | Familyhood                               | Joo-yeon         |               |
| 2017 | A Special Lady                           | Na Hyun-jung     |               |
| 2018 | Default                                  | Han Shi-hyeon    |               |
| 2020 | The Day I Died: Unclosed Case            | Hyeon-soo        |               |
| 2023 | Smugglers                                | Jo Chun-ja       |               |
| TBA  | Return                                   | TBA              |               |

### Phim truyền hình
| Năm       | Tựa Phim                                 | Vai Diễn            | Ghi Chú                |
| --------- | ---------------------------------------- | ------------------- | ---------------------- |
| 1986      | Best Selling Theater - Doll's Classroom  | Oh Hye-sook         |                        |
| 1986      | TV Literary Museum - Young Zelkova Tree  |                     |                        |
| 1987      | Samogok                                  | Bo-wook             |                        |
| 1988      | Chunhyangjeon                            |                     |                        |
| 1988      | Sun Shim-yi                              | Sun Shim-yi         |                        |
| 1989      | Senoya                                   | Kang Jung-ae        |                        |
| 1990      | Erased Woman                             | Jung Soo-min        |                        |
| 1990      | When The Flowers Bloom And The Birds Cry | Mi-kyung            |                        |
| 1990      | Three Families In One House Season 2     | Hye-sook            |                        |
| 1990      | Fun World                                | Seo Byung-sook      |                        |
| 1991      | Best Theater - Midsummer Night's Dream   |                     |                        |
| 1991      | Best Theater - Neighbor                  |                     |                        |
| 1991      | Chuseok Special - Gosu                   | Oh Jung-hee         |                        |
| 1991      | Rosy Life                                | Chae Jung-seo       |                        |
| 1992      | New Year Special - Cheonsa Is A Tomboy   | Cheon-sa            |                        |
| 1992      | Best Theater - Reasons to Love Someone   | Kang-ju             |                        |
| 1992      | Rainbow In Mapo                          | Park Young-mi       |                        |
| 1993      | Pilot                                    | Lee Ji-won          |                        |
| 1993      | A Woman's Man                            | Kim Eun-young       |                        |
| 1994      | Dokkaebiga Ganda                         | Choi In-young       |                        |
| 1994      | Changsa Special - Song of a Blind Bird   | Seok Kyung-sook     |                        |
| 1994–1998 | Partner                                  | Cha Hae-soon        |                        |
| 1995      | Love Pro, Marriage Amateur               | Seo Ye-hee          |                        |
| 1995      | The Basics of Romance                    | Il-young            |                        |
| 1995      | Drama Game - Twilight of the Gods        |                     |                        |
| 1996      | Oxtail Soup                              |                     |                        |
| 1996      | Scent of Apple Blossoms                  | Seo Kyung-joo       |                        |
| 1997      | Changsa Special - Young                  | Sun-ju              |                        |
| 1997      | Ms. & Mr.                                |                     |                        |
| 1997      | Revenge and Passion                      | Jung Mi-kyung       |                        |
| 1999      | Thành thật với tình yêu                  | Lee Shin-young      |                        |
| 1999      | Kuk-hee                                  | Min Kuk-hee         |                        |
| 2000      | Golden Era                               | Kim/Choi Hee-kyung  |                        |
| 2001      | Best Theater - Dear Hye-soo              | Herself             |                        |
| 2002–2003 | Jang Hee-bin                             | Hui-bin Jang        |                        |
| 2004–2005 | Han River Ballad                         | Yoon Ga-young       |                        |
| 2009      | Style                                    | Park Ki-ja          |                        |
| 2010      | Home Sweet Home                          | Kim Jin-seo         |                        |
| 2011      | Cool Guys, Hot Ramen                     | tarot fortuneteller | Khách mời (tập 1)      |
| 2013      | Nữ hoàng công sở                         | Kim Jeom-seon       |                        |
| 2016      | Tín hiệu                                 | Cha Soo-hyun        |                        |
| 2017      | Dr. Romantic                             | Lee Young-jo        | Khách mời (tập 20, 21) |
| 2020      | Hyena                                    | Jeong Geum-ja       |                        |
| 2022      | Dưới bóng trung điện                     | Im Hwa-ryeong       |                        |

### Phim chiếu mạng
| Năm  | Tựa Phim             | Vai Diễn     | Kênh    | Ghi Chú |
| ---- | -------------------- | ------------ | ------- | ------- |
| 2022 | Toà án vị thành niên | Sim Eun-seok | Netflix | [ 90 ]  |

### Dẫn chương trình
| Năm                      | Chương Trình             | Ghi Chú              |
| ------------------------ | ------------------------ | -------------------- |
| 1993–1995                | Saturday Saturday Is Fun |                      |
| 1993–1995 1997 1999–2023 | Blue Dragon Film Awards  | [ 91 ] [ 92 ] [ 93 ] |
| 2010                     | World Wide Weekly        |                      |

## Đĩa nhạc
| Year | Song title                | Notes                   |
| ---- | ------------------------- | ----------------------- |
| 2008 | "Why Don't You Do Right?" | Modern Boy OST          |
| 2008 | "Blues of Colors"         | Modern Boy OST          |
| 2008 | "개여울" (Japanese Ver.)  | Modern Boy OST          |
| 2013 | "Love is"                 | The Queen of Office OST |

### Sources
- Kim, Jung-woo; Yim, Jung-sik; Yoon, Yeo-kwang; Kim, In-gu (2014). 김혜수 - 스타 이미지 탐구 2권 [Kim Hye-soo - Star Image Exploration Vol. 2] (bằng tiếng Hàn). 이지북 EZbook. ISBN 978-89-5624-439-6.